# Jordskælvet i Baluchistan 1945
Jordskælvet i Baluchistan 1945  (Urdu:بلوچستان زلزلہ) skete den 28. november 1945 klokken 05:26 lokal tid, og målte 7,8 på Richter skalaen. Det havde sit epicenter 97.6 km S-SV for Pasni i Baluchistan, Britisk Indien. Skælvet igangsatte en kæmpe tsunami, som forvoldte stor skade og tab af menneskeliv langs hele Makran kysten og kysterne af Iran, Oman og det vestlige Indien (og muligvis andre steder). Tsunamien nåede en højde på 13 meter i nogle af Makran's fiskerihavne og dræbte  mere end 4.000 mennesker alene på Makran-kysten.
Dette er det sidst forekommende tsunami-genererende jordskælv i det Arabiske Hav. (December 2004 jordskælvet skete i det Indiske Ocean). Skælvet kunne mærkes langs hele Makran-kysten og Lasbela-distriktet. Det var stærkt i Karachi og varede 30 sekunder. Folk blev kastet ud af deres senge. Uret på rådhuset i Karachi stoppede

## Indien
Tsunami-bølger på 11 til 11,5 meters højde ramte Kutch regionen af Gujarat-provinsen på Indiens vestkyst. Der var store ødelæggelser og tab af liv. Øjenvidner fortalte at tsunamien kom ind som en hurtigt stigende tidevandsbølge.
Tsunamien nåede så langt mod syd som til Bombay, hvor den havde en højde af to meter. Femten personer blev skyllet væk. Ifølge rapporter blev den første bølge observeret kl. 8:15 (lokal tid) på Salsette Øen i Bombay. Der var ingen meldinger om skader i Bombay havn. 

## Iran
Der var omfattende oversvømmelser i lavtliggende områder efter tsunamien, men ingen detaljer er tilgængelige.

## Oman
Der var betydelige tab af liv og ødelæggelser men ingen detaljer er tilgængelige. Tsunamien blev observeret i Muskat og Gwadar. 

## Andre følger
Jordskælvet satte gang i en mudder-vulkan nogle få kilometer uden for Makran-kysten. Dette resulterede i dannelsen af fire øer, og det rapporteredes at udspyende gas sendte flammer "flere hundrede meter" i vejret. Sådanne mudder-vulkaner er ikke ualmindelige i Sindh-regionen af Makran-kysten. Deres tilstedeværelse indikerer eksistensen af store mængder kulbrinter. De er kendst for at udspy let antændelige gasser såsom methan, ethan og andre kulbrinter.